# Synsphyronus armasi
Espèce
Synsphyronus armasi est une espèce de pseudoscorpions de la famille des Garypidae.

## Distribution
Cette espèce est endémique du Pilbara en Australie-Occidentale. Elle se rencontre dans le parc national Millstream-Chichester vers le mont Montagu.

## Description
Le mâle holotype mesure 2,67 mm.

## Systématique et taxinomie
Cette espèce a été décrite par Harvey en 2025.

## Étymologie
Cette espèce est nommée en l'honneur de Luis F. de Armas.

## Publication originale
- Harvey, 2025 : « Synsphyronus armasi, a new species (Pseudoscorpiones: Garypidae) from the Pilbara region of Western Australia. » Zootaxa, no 5563(1), p. 382–387.